# トーマス・クラウゼン (数学者)
トーマス・クラウゼン（丁: Thomas Clausen、1801年1月16日 - 1885年5月23日）は、デンマークの数学者、天文学者。 

## 経歴
クラウゼンは他の科学者のように大学で学位を取得していない。彼は、北シュレースヴィヒ（Nordschleswig）の貧しい小作の家の長男に生まれた。1813年、まだ読み書きのできなったクラウゼンは、隣町であるニュブルで、天文学と数学を好んでいた牧師のホルスト（Georg Holst） に雇われた。ホルストはクラウゼンに通学を許し算数を学ばせた。学校の最後の試験では、優秀な成績を収めた。
1819年頃、ホルストに勧められ、アルトナ区のハインリッヒ・シューマッハを訪問し、シューマッハのアルトナ天文台下で働いた。1824年頃、月と星の掩蔽を用いた経度の計算の論文をハインリッヒ・シューマッハに見せ、アストロノミシェ・ナハリヒテンに公開した。また、その間にペーター・ハンゼンから数学を含め多くのことを学んだ。その後、シューマッハの姪と恋仲になったが、シューマッハは平民との婚約を許さず、二人は対立した。
1827年、Joseph von Utzschneider が運営していた、ミュンヘンの光学研究所の研修生となった。1826年11月3日には Utzschneider に宛てて"Theoretisches Studium der Mathematik hat immer für mich das größte Interesse gehabt"と書いている。また、シューマッハの姪との交際を再開したが、家を出禁にされた。その後の1828年11月末、ミュンヘンに向かい Utzschneider の家に引き取られた。また、1828年には、クラウゼンの公式を、1832年には、クラウゼン関数を発見している。1833年、クラウゼンは病を患った。彼の1834年から1840年までの話は残っていない。1840年6月、クラウゼンは徒歩の旅を経て、アルトナのシューマッハのもとに帰還した。この間、ガウスはシューマッハにむけて、次のような手紙を送っている。
Es wäre doch sehr zu beklagen, wenn sein wirklich ausgezeichnetes Talent für abstracte mathematik in der Verkümmerung so ganz zu Grunde ginge. Liesse sich nicht etwas für ihn thun?
ミュンヘンに帰った後に彼の数学の最も偉大な作品を出版した。1840年、1770年の彗星に関する論文を出版している。この功績で、コペンハーゲンの王立科学協会（königlichen Gesellschaft der Wissenschaften）より賞を獲得している。1842年、ヨハン・メドラーにタルトゥ天文台のスタッフとして雇われ、1866年から1872年の間、台長を務めた。

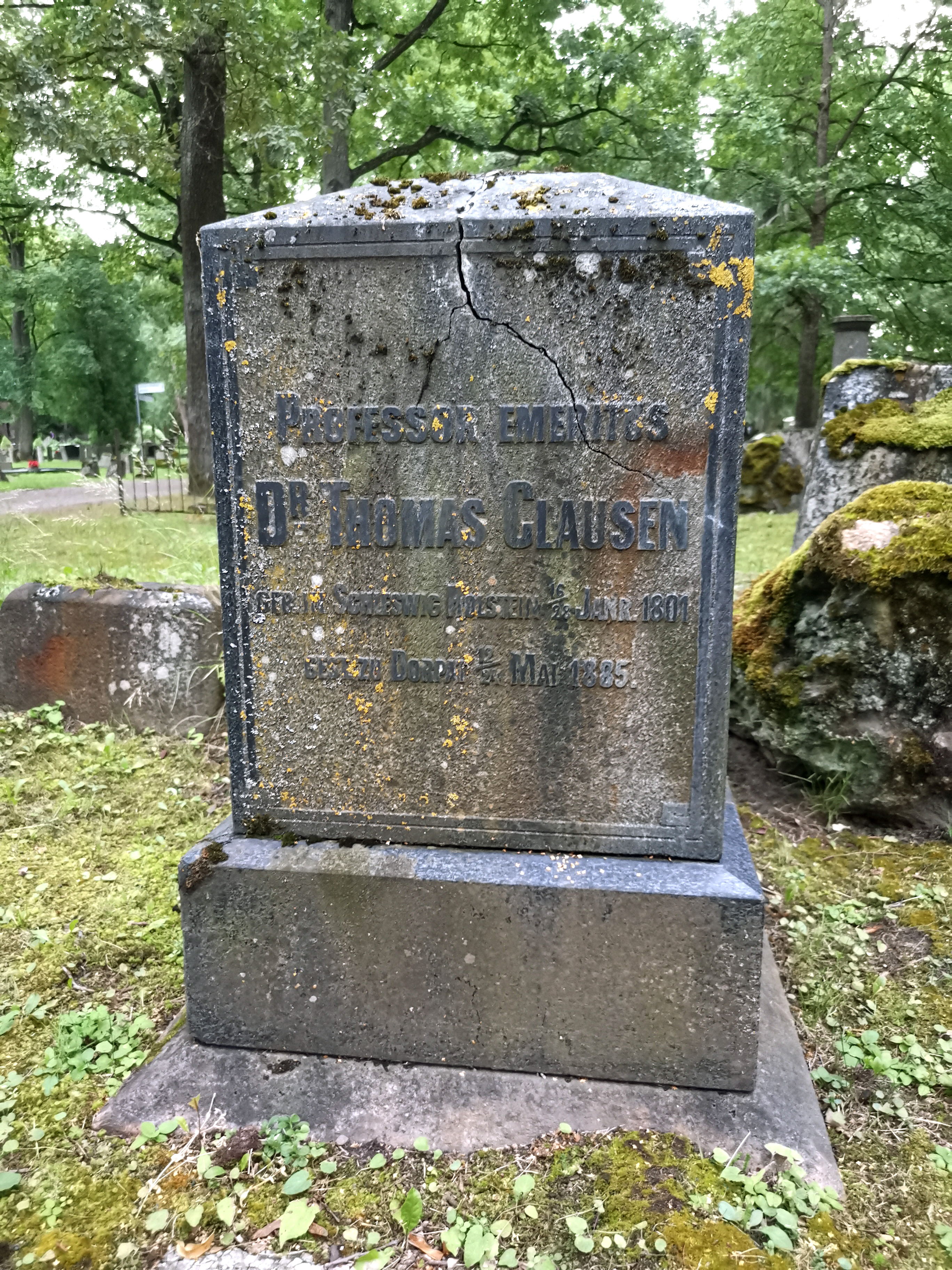
タルトゥのラーディ墓地にあるクラウゼンの墓。

他のクラウゼンの功績に、太陽系の安定性、彗星の運動、ABC電信コードの研究や、マチンとオイラーによる級数を用いた円周率の250桁の計算がある（後に248桁のみが正しいことが判明）。1840年、フォン・シュタウト＝クラウゼンの定理や、正方形と面積が等しい月の（ヒポクラテスの三日月を含む）2つの定規とコンパスによる作図を発見した。後世では、5つの三日月がこの問題の解として存在することが発見された。1853-1854年、6番目のフェルマー数264+1 = 67280421310721 × 274177を計算した。また、1830年にはすでに、 Hjortnaesやアペリー、Melzakに先んじてリーマンゼータ関数に関する次の収束級数を得ていた。
{\displaystyle \zeta (3)={\tfrac {1}{2}}\pi \sum _{k=0}^{\infty }{\frac {\binom {2k}{k}}{2^{4k}(2k+1)^{2}}}-{\tfrac {3}{8}}\sum _{k=0}^{\infty }{\frac {1}{{\binom {2k+1}{k}}(k+1)^{3}}}}
1854年にはゲッティンゲン科学アカデミー、1856年にはサンクトペテルブルクのロシア科学アカデミーのフェローに選ばれている。1856年、ガウスメダルを獲得している。1869年、フェルディナンド・ミンディングとともにサンクトペテルブルク大学の名誉会員に選出されている。